# Alnus hakkodensis
Alnus hakkodensis — вид квіткових рослин з родини березових. Поширення: Японія (Хонсю).

## Біоморфологічна характеристика
Листя з дещо вирізковим кінчиком, 20–35 × 20–25 мм.

## Середовище
Це листопадне дерево, що росте в горах Хонсю.

## Використання
Немає відомих випадків використання цього виду.